# Inseminering (dokumentarfilm)
Inseminering er en dansk dokumentarfilm fra 1978.

## Handling
Filmen besvarer spørgsmålene: Hvad er inseminering? Hvorfor bruges inseminering? Og hvordan udføres inseminering? Den viser, hvordan inseminøren arbejder og beskriver kort tre metoder, der kan anvendes. Endvidere understreger den vigtigheden af en effektiv brunstkontrol.